# Shenqiornis
Shenqiornis (лат.) — род энанциорнисовых птиц из семейства Bohaiornithidae. Включает единственный вид — Shenqiornis mengi. Описан в 2010 году по голотипу DNHM D2950 из формации Кяотоу, относящейся к верхней юре или нижнему мелу. Родовое название Shenqiornis отмечает успешный запуск «Шэньчжоу-7», третьего в Китае полёта в космос. Видовое название дано в честь Мэна Цинцзиня за его вклад в изучение и охрану окаменелостей Ляоси в качестве бывшего директора Даляньского природного исторического музея.

## Описание
Голотипом является почти полный и в значительной степени сочлененный скелет. Является энанциорнисовой птицой среднего размера со следующим уникальным сочетанием признаков:
- Узкий клюв, лишенный верхнечелюстного отростка;
- Заглазничная часть с удлиненным прямым скуловым отростком (локальная аутапоморфия);
- Крепкие зубы с круглым поперечным сечением и слегка загнутыми верхушками (аутапоморфия);
- Кончики ушных раковин расширены;
- Дистальная треть бокового края клювовидной кости выпуклая;
- Грудина с веерообразным расширением наружной трабекулы;
- Крыло с когтями на указательных и больших пальцах;
- Выступающий дорсально бугорок на каудодорсальной поверхности полумесячного запястья;
- Седалищная кость, похожая на ремень, без запирательного отростка;
- Лобок, несущий дистальное расширение, похожее на ботинок;
- J-образная плюсневая кость I, лишенная латерального сжатия, с направленной вбок фасеткой для сочленения с плюсневой костью II и каудально ориентированной фасеткой для сочленения с пальцем I[2].

### Череп
Череп сохранился в виде справа сбоку, хотя наружный базикраний также
виден из-за в значительной степени расчлененной природы
посторбитальной области. В предчелюстной кости присутствуют четыре крепких зуба, типичных для теропод и других
зубатых птиц, таких как Sapeornis и Eoenantiornis. Основываясь на
распределении зубов, предчелюстная кость интерпретируется как ограниченная
в ростральном направлении, образующая лишь небольшую часть лицевого края.
Носовые отростки предчелюстной кости относительно короткие, расширяясь, выходят за пределы рострального края переднебокового отверстия, но не распространяется каудодорсально, чтобы соприкасаться с носовым. В отличие от
состояния, сохраненного у Pengornis,
переднебоковая ямка полностью занята
переднебоковым отверстием. Верхняя челюсть имеет по меньшей мере четыре
зуба. Нет никаких признаков посторбитального
отростка на скуловой кости, и квадратно-скуловая кость не сохранилась.
Заглазничная часть имеет Т-образную форму с большим сужающимся скуловым отростком, в отличие от редуцированного посторбитального у
птенца Монтсека и Pengornis; кость расчленена, поэтому нельзя однозначно определить, соприкасалась она с яремной костью или нет. В то время как посторбитальное пространство явно не
полностью отделяло подвисочное отверстие от орбиты у
прежних таксонов, длина яремного посторбитльного отростка предполагает, что присутствовал некоторый контакт или
перекрытие с яремной костью. Учитывая распределение
удлиненных задних глазниц за пределами орнитотораксов (Sapeornis,
Confuciusornis), морфологические различия внутри
Enantiornithes и очевидное отсутствие заглазничного
отростка у Ornithuromorpha (Ichthyornis, Hesperornis),
трудно определить, является ли удлиненный скуловой отросток у
D2950/1 представляющим собой производную морфологию. Отсутствие большого заглазничного отростка на скуловой
кости указывает на то, что состояние у других нептичьих теропод, в
котором две кости сочленялись на большой длине,
не было. Наличие костной заглазничной перекладины у
D2950/1 исключил бы у этого таксона любую форму
черепного кинезиса, присутствующую у всех современных птиц.
Квадрат сохранился в каудальном виде; каудальная
поверхность раскопана, как у археоптерикса, и
перфорирована пневматическим отверстием, как у Pengornis и
птенца Монтсека. Медиальный мыщелок нижнечелюстного
отростка квадрата намного больше латерального
мыщелка. Передние конечности краниокаудально длинные, рострально тонкие,
каудально расширяющийся в куполообразные структуры. Теменные
кости овальные и сводчатые; они не срослись с лобными и
затылочными костями. Базикраниум сохранен
расчлененным и каудовентральным по отношению к трибуне и орбите.
Затылочные кости полностью срослись, за исключением
базиокципитальной и там, где две экзокципитальные кости сходятся на средней
линии, образуя дорсальную четверть затылочного
мыщелка. Супраокципитальный образует мозговой выступ, более выраженный, чем у Neuquenornis. Большие ямки выкапывают наружную затылочную латеральную к большому отверстию; вентрально наружная затылочная часть имеет два
отверстия. Они могут представлять собой каналы Neuquenornis hypoglossi
(XII), расположение которого у современных птиц обычно открывается
через экзокципитальный канал. Большое затылочное
отверстие представляет собой пятиугольное отверстие, медиолатерально шире, чем
краниокаудально, и более чем в 4 раза превышает размер
затылочного мыщелка; большое затылочное отверстие пропорционально
намного больше, чем затылочный мыщелок у Neuquenornis,
почти в 10 раз больше последнего. Базиокципитальный
образует каудальную половину затылочного мыщелка; базальный бугор
выступайте каудолатерально, придавая основно-затылочной части вентрально
вогнутый каудовентральный край. Оба зубных ряда сохранены при боковом взгляде. В
каждом зубном ряду было по меньшей мере семь зубов. Самый каудальный
зуб меньше остальных. Ряд питательных
отверстий проходит параллельно дорсальному краю зубной кости.
возможно, из-за вен, которые снабжали крепкие зубы. Зубная
кость прямая; каудально к зубочелюстной области
ветвь расширяется вентрально. Сочленение с
окружностью кажется незакрепленным, что характерно для других ранних
Меловые энанциорнисовые птицы, такие как Eoenantiornis и Shanweiniao. Черепные зубы почти одинаковы по размеру и морфологии, за одним исключением, отмеченным в зубной кости. Зубы выпуклые с круглым поперечным сечением у корня. Дистально они слегка выпячиваются вдоль рострального края, а затем быстро сужаются в слегка каудально направленную точку..

### Осевой скелет
Шейный ряд неполный; семь позвонков,
включая атланту и осевой позвонок, сохранены.
Атлантские полудуги кажутся не сросшимися. Постаксиальные яремные вены
расчленены и смещены так, что видны как дорсальная, так и вентральная
поверхности. Самые краниальные постаксиальные яремные вены кажутся изначально гетероколическими. Презигапофизы выступают краниально за суставную поверхность;
постзигапофизы удлиненные, в два раза длиннее
презигапофизов. Постзигапофизы становятся
более прочными дистально на протяжении всей серии. Вентрально, то
задние шейки матки имеют сонные отростки и небольшой
вентральный отросток, но кажутся неокрашенными. Реберные отростки
не срослись с телами позвонков; они прочны проксимально,
резко сужаясь на своих дистальных концах.
Грудные позвонки амфиплатана имеют удлиненную и
спиралевидную центральную часть, типичную для энанциорнисвых птиц. Позвонки обладают высокими
нервными шипами, очень похожими на шипы Iberomesornis; постзигапофизы немного
длиннее презигапофизов, и оба выходят за пределы
каудальный/краниальный край центра. Парафизы расположены в
центре, а центральная часть имеет
глубокую боковую бороздку, обе особенности типичны
для энанциорнисовых птиц. Количество позвонков, сросшихся в синсакрум, невозможно определить. Объединенные позвонки
обладают поперечными отростками, которые увеличиваются в длину и
ширину дистально; отростки расширяются дистально, так что
концы самых дистальных поперечных отростков соприкасаются
друг с другом, как у Pengornis и Cuspirostrisornis. Единственная свободная хвостовая часть сохранена; поперечные
отростки удлиненные, равные по длине ширине центра.

### Грудной пояс
Распоркообразные коракоиды уплощены
, что делает невозможным определить, есть ли у них дорсальная ямка, как
у некоторых энантиорнитинов (Eoenantiornis, Neuquenornis). Акрокоракоидный отросток маленький и округлый;
прокоракоидного отростка отсутствует, как и у других энанциорнисовых птиц, кроме Protopteryx. Медиальный край правого
клювовидного отростка, по-видимому, имеет углубление, но невозможно определить, перфорирован ли он надкрыльевым отверстием, как у многих других энанциорнисовых птиц. Боковой край сильно
выпуклый вдоль дистальной четверти, как у Concornis; боковой отросток отсутствует. Край грудины
прямой и составляет чуть менее половины длины грудины.
Лопатка длинная, примерно на 50 % длиннее, чем
коракоид. Лопаточная лопатка прямая
, а дистальный конец тупой. Акромион длинный
и прямой, как у Eoalulavis, Elsornis и Shanweiniao.
Фуркула имеет Y-образную форму с межключичным углом
примерно 50°. Кончики омала изгибаются
дорсально (видны в правой ветви) и имеют луковичные
расширения омала при взгляде на спину (левая ветвь), как у Shanweiniao.
Ветви срастаются на широкой площади; шов образует вентральный
гребень, который виден по всей длине
гипоклейдий. Гипоклейдий длинный, примерно
70 % длины ветви; она килевидная дорсально и сужается
дистально. Невозможно определить, была ли фуркула
раскопана сбоку, как у других энанциорнисовых птиц, таких как Longipteryx
и Eoenantiornis.
Сохранился большой кусок левой грудины, позволяющий
реконструировать эту структуру. Ростральный край
закруглен, но боковой угол не сохранился.
Грудина заканчивается простым мечевидным отростком, который
сохраняется в виде пустоты в обеих пластинах. Грудина
обладает по меньшей мере одной трабекулой, интерпретируемой как наружная
(латеральная отростчатая) трабекула других энантиорнитинов,
например, Shanweiniao, Longipteryx и Concornis. Он
простирается латеродистально от ростролатерального края
грудины, как у Concornis, и заканчивается простым веерообразным
расширением, которое выровнено с дистальным концом мечевидного
отростка. Область между наружной трабекулой и
мечевидным отростком сильно повреждена, поэтому невозможно
с какой-либо степенью уверенности определить, присутствовала ли внутренняя трабекула
(медиальный отросток). Небольшое углубление в пустоте
грудина, расположенная рострально к мечевидному отростку, может представлять собой неглубокий
киль.

### Грудная ветвь
Плечевая кость прямая с умеренным дельтовидно
-грудным гребнем, менее половины ширины голени. Гребень
простирается на одну треть длины плечевой кости, прежде чем он
резко заканчивается (как у Enantiornis, Longirostris и
Protopteryx). Проксимальная поверхность черепа выпуклая, а
каудальная поверхность вогнутая; средняя линия проксимальной
поверхности вогнута, как и у других энанциорнисовых птиц. Двузубчатый гребень, по-видимому, не сильно выступает в черепном направлении. Аналогично состоянию
Pengornis, вентральный бугорок отделен неглубоким
капитальным разрезом, в отличие от глубокой бороздки, которая отделяет
вентральный бугорок у энанциорнисовых птиц. Дистальный конец плечевой
кости сохранился плохо; мыщелки расположены на поверхности черепа, как
и у других орнитоторациновых птиц. Дистальный край не
выглядит изогнутым вентрально, как у некоторых энантиорнитинов,
например,Alexornis, Eoalulavis и Vescornis.
Локтевая кость изогнута проксимально и более прочна, чем
прямая дистальная половина. Сосочки Ремиге
отсутствуют. Проксимально отросток локтевого отростка небольшой;
дистально дорсальный мыщелок большой и закругленный в профиль.
Лучевая кость прямая и составляет примерно половину
ширины стержня локтевой кости — нет никаких признаков наличия продольной
борозды у некоторых других энанциорнисовых птиц.
Единственный проксимальный запястный сустав сохранен; невозможно
определить, является ли он локтевым или лучевым. Присутствуют две дистальные запястные
кости, интерпретируемые как полумесячная и запястная х; они остаются свободными от
пястных костей, не срастаясь с образованием запястно-пястной кости. Полумесячная запястная кость имеет полукруглую форму с прямым краем. На каудодорсальной поверхности
полумесячной кости имеется выступающий в дорсальном направлении бугорок. Запястный
x имеет прямоугольную форму и расположен проксимальнее малой
пястной кости, соединяясь с выемкой на каудодистальном углу
полулунной запястной кости. Свободный крестец запястья известен у молодых энанциорнисовых птиц, а у Longipteryx дистальные запястья
срослись друг с другом, но не пястные кости. DNHM D2950/1 разделяет базальное состояние
археоптерикса с запястными и пястными костями, полностью не сросшимися
у взрослых.
Проксимальные концы суставных и больших пястных костей
почти выровнены. Алулярная пястная кость составляет менее одной
четверти длины большой пястной кости; она имеет
клиновидную форму, так что край черепа расположен под углом к краниокаудально,
а более толстый конец пястной кости сочленяется с
пальцем. Указательный палец заканчивается на одном уровне с дистальным концом
большой пястной кости, как у Eoenantiornis, Longipteryx и
Eoalulavis. Первая фаланга слегка изогнута и сужается
дистально. Дистальный конец имеет глубокие разгибательные ямки и
сочленяется с загнутым когтем. Большая пястная
кость прочная и увеличивается в краниокаудальной толщине дистально. То
первая фаланга немного меньше половины длины большой
пястной кости; она прочная и стержневидная, с прямым
краевым краем и слегка выпуклым каудальным краем. Вторая
фаланга намного короче проксимальной; она клиновидная
, сужающаяся к дистальному концу. Третья фаланга представляет собой загнутый
коготь, немного меньший, чем у большого пальца.
Малая пястная кость тоньше большой пястной кости, но
примерно такой же длины. Проксимальный конец
малой пястной кости расположен дистальнее, чем у большой пястной кости,
смещен крестцом запястья, так что его дистальный конец выступает за пределы
это большая пястная кость, синапоморфия энанциорнисовых птиц.
Проксимальный и дистальный концы малой пястной кости плотно
прилегают к большой пястной кости, но малая пястная
кость слегка изогнута, создавая щель межпястного пространства.
Первая фаланга малого пальца маленькая, меньше половины
длины и ширины первой фаланги большого пальца.
Неясно, есть ли вторая фаланга; если бы она присутствовала, она
была бы значительно уменьшена. У мизинца
нет когтя.

### Тазовый пояс
Тазовый пояс неполный и полностью
расчленен, что указывает на то, что элементы остались несращёнными, как
у Cathayornis. Предацетабулярное крыло
подвздошной кости отсутствует с обеих сторон; постацетабулярное крыло
кажется широким проксимально и сужающимся дистально, но
дистальная половина покрыта седалищной костью (D2951). Обе седалищные
кости хорошо сохранились и видны медиально.
Седалищная кость составляет примерно половину длины лобка.
Проксимально вентральный отросток для сочленения с лобком намного больше, чем соответствующий дорсальный отросток
подвздошной кости. Седалищная кость имеет большой проксимодорзальный
отросток, но не имеет запирательного отростка. Седалищное крыло имеет
форму ремешка и тупое, в отличие от изогнутого и заостренного, как у Sinornis.
Лобок расчленен, что указывает на то, что дистальные концы
не были сросшимися; однако наличие суставной фасетки
на дистальной медиальной поверхности указывает на то, что две кости
соприкасались. Лобковые кости примерно такой же длины, как
бедренная кость, и почти в два раза длиннее седалищной кости; они
слегка изогнутый при взгляде сбоку и сжатый
с боков с овальным поперечным сечением. Проксимальные концы
широкие, сохраняя сочленения для седалищной кости (выпуклые)
и подвздошная кость. Дистально лобок имеет
расширение, похожее на ботинок, как у многих других базальных птиц, например,
Археоптерикс, Eoenantiornis, Pengornis и Yanornis.

### Тазовая ветвь
Сохранилась только правая бедренная кость; кость прямая, но
очень неполная и скрыта большеберцовой костью
Закругленная головка бедренной кости видна на краю плиты.
Единственная неполная большеберцовая кость, связанная с правой стороной,
сохранилась, перекрывая бедренную кость, не раскрывая никакой анатомической
информации. Малоберцовая кость не сохранилась.
Проксимальные части предплюсны (астрагал и пяточная кость)
срослись друг с другом, но не с большеберцовой костью.
Астрагал обладает большим листовидным восходящим отростком, который сужается проксимально. Единственная треугольная дистальная предплюсна представляет собой
сохранился свободным около проксимального конца правой
плюсневой кости.
Обе предплюсны плохо сохранились, одна ниже
тазового пояса и конечности, а другая под черепом. Смещенная и расчлененная плюсневая кость I вместе с
двумя когтями и фалангой сохранились в D2950.
Плюсневая кость I имеет J-образную форму с плоской, направленной вбок фасеткой
для сочленения с плюсневой костью II и каудально направленной
суставной фасеткой для первой фаланги, так что фаланга полностью
перевёрнута. Аналогичное состояние наблюдается у авизавридов, но
у этих таксонов плюсневая кость сжата медиолатерально
с более длинной каудодистальной проекцией. III плюсневая кость, по-видимому
, самая длинная, за ней следует IV плюсневая кость, которая
немного длиннее II плюсневой кости, но сохранение
дистального конца предплюсневой кости делает все интерпретации
двусмысленно.
Первая фаланга пальца I длиннее, чем у пальца II.
Вторая фаланга II пальца неполная, но длиннее
первой. Первая фаланга III пальца — самая длинная
из сохранившихся фаланг. Проксимальная фаланга IV пальца короткая, составляет половину
длины проксимальной фаланги III пальца. Изолированная
фаланга обнажена подошвенно и глубоко выемчата.
Два изолированных когтя явно не принадлежат передним конечностям, так как они больше и не такие загнутые, как когти на
крыле. Когти различаются по размеру, один из которых составляет примерно
На 150 % больше другого, что указывает на то, что клешни педалей
были неодинаковыми по размеру. Больший из сохранившихся когтей
имеет ярко выраженный выступающий в стороны продольный гребень, который простирается от проксимальной трети копчиковой кости и сужается к хвосту; эта особенность, наблюдаемая у некоторых орнитомимид,
также присутствует у DNHM D2522 и Shanweiniao, но
гораздо более выражена у D2950/ 1. У двух лонгиптеригид гребень расширяет только среднюю
треть когтя и не выступает в стороны так сильно, как
у D2950/1. Педальные когти сохраняют длинные загнутые роговые
оболочки.

### Кожный поров
Перья в основном сохранились в D2950;
Есть два неполных ремигия, связанных с правым
крылом, и следы кроющих перьев тела сохранились повсюду,
особенно вокруг грудного пояса и черепа.

### Итог
Shenqiornis явно отличается от протоптерикса,
Paraprotopteryx, Vescornis и Jibeinia, других таксонов из
Феннин, провинция Хэбэй, Китай, а также от всех других
описанных энанциорнисовых птиц.
Таксон отличается от других энанциорнисовых птиц провинции Хэбэй
более крупными размерами, более крепким черепом с крупными зубами
и пропорционально короткой предплюсневой костью. Shengiornis
далее отходит от Paraprotopteryx, Jibeinia и
Vescornis по наличию гораздо более длинного указательного пальца и
отличается от протоптерикса отсутствием прокоракоида
отростка на клювовидной кости, сильная выпуклость бокового
края клювовидной кости (ограниченная дистально у протоптерикса)
и наличие мечевидного отростка на грудине
(мечевидный отросток у протоптерикса образует широкую V-образную форму).
Shengiornis отличается от всех известных энантиорнитинов
морфологией зубов и наличием крепкого
заглазничного отростка с удлиненным скуловым отростком (полный
диагноз представлен в разделе Систематической палеонтологии
), наиболее отличительных особенностей нового таксона.
Удлиненная заглазничная область отличается от других близко расположенных
родственные таксоны. У энанциорнисовых птиц (Pengornis и LP 4450)
задняя часть глаза тонкая и редуцированная — это состояние
также характерно для позднеюрского археоптерикса.
Маловероятно, что довольно короткий яремный отросток посторбитального
отдела этих таксонов контактировал с яремным отростком. Является ли посторбитальный в
Шенкиорнис контактировал с яремной костью вентрально, что не может быть
определено однозначно из-за расчлененной природы
этого элемента; однако его крайняя длина, сравнимая с
заглазничной у некоторых нептичьих таксонов (овирапторозавров) предполагает наличие полного или почти полного
разделения между орбитой и подвисочным отверстием.
Удлиненная задняя часть глаза известна у нескольких линий
базальных птиц (Sapeornithidae, Confuciusornithidae).;
Известно, что Конфуциусорнис обладал полностью диапсидным
черепом, подвисочное отверстие было закрыто рострально
перекрывающимся сочленением яремной и заглазничной
(Chiappe и др., 1999). Удлиненный заглазничный отросток
присутствует на скуловой кости Джехолорниса (Zhou and Zhang, 2002).
предполагая, что этот таксон, возможно, также обладал диапсидом
состояние. Поскольку заглазничная часть у археоптерикса
несколько уменьшена, состояние у Confuciusornis
считается вторичным
Состояние у Shenqiornis также предполагает вторичное
происхождение; у скуловой кости, по-видимому, есть небольшая хвостовая вилка, но
нет отчетливого заглазничного отростка, как у археоптерикса и LP
4450. Основываясь на положении заглазницы, если бы она достигла
яремной кости, она бы соприкоснулась с яремной костью медиально, рострально
к вилке; известно, что ни одна другая мезозойская птица не обладает
такой посторбитально-яремной связью.
Морфология зубов DNHM D2950/1 представляет собой
отход от более типичного энантиорнитина,
зубы которого напоминают зубы археоптерикса; зубы расположены по всей верхней челюсти, верхней челюсти
и зубной кости, конические со слегка загнутыми вершинами (вершина
заканчивается чуть каудальнее середины основания), слегка
суженный у основания и без зазубрин, как у
Vescornis и Cathayornis, а
также у птенца Montsec. Однако таксоны из биоты Жэхэ выявили
большое разнообразие морфологии и рисунков зубов.
Longipteryx представляет собой одну крайность в спектре
каудальной кривизны, при этом вершина зуба выступает
за каудальный край соответствующей альвеолы. Другие нетипичные морфологии включают
редуцированные колышкообразные зубы Longirostravis и
Шаньвэйняо и округлые зубы
пенгорниса с низкой коронкой. Зубья DNHM D2950/1 значительно
более прочные, чем у обычного энантиорнитина, что может
свидетельствовать о повышенной прочности и долговечности, а
приспособление для дробления твердых материалов, таких как насекомые. Эта
морфология наиболее похожа на морфологию недавно описанного
Pengornis, хотя у последнего зубы
пропорционально намного меньше, гораздо многочисленнее и имеют
гораздо более низкие коронки.
В то время как точная диета Shenqiornis и функция
его зубов остаются спекулятивными, образец документирует
ранее неизвестную морфологию зубов, уникальную среди
мезозойских птиц. В сочетании с необычно удлиненной
заглазничной частью, Shenqiornis представляет собой значительное
отклонение от типичного черепа энантиомифина
морфология, указывающая на то, что Shenqiornis, вероятно, занимал отдельную нишу внутри клады имеющую питание, недоступную другим таксонам.